# فیلم تجربی

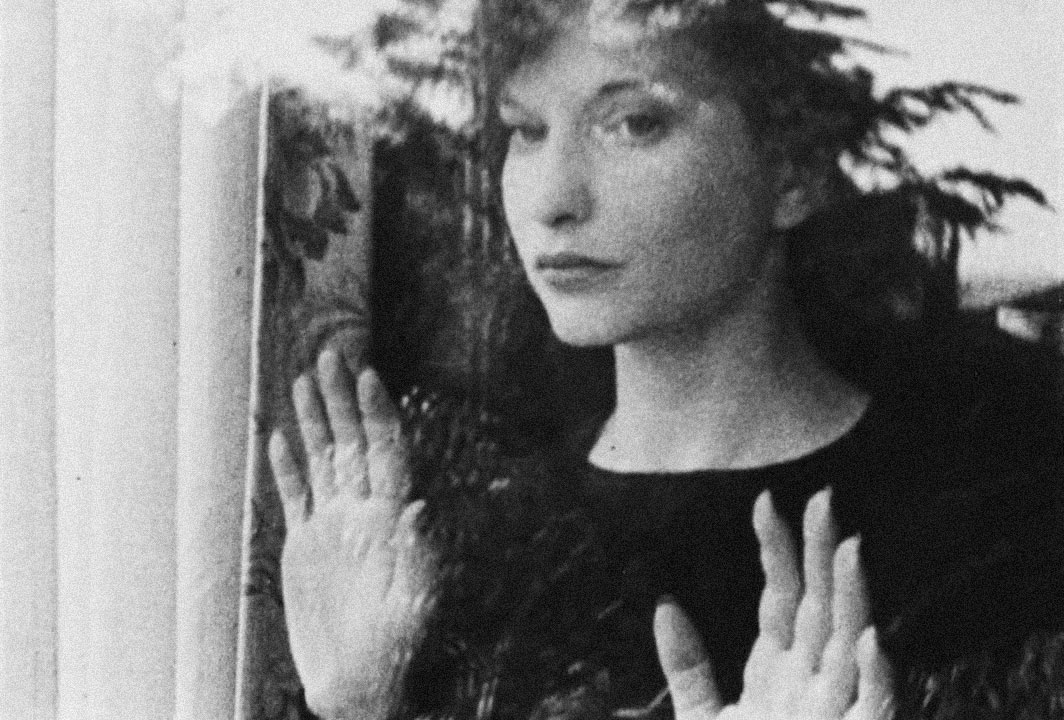
فیلم تجربی

فیلم تجربی یا فیلم آوانگارد، نوعی از فیلمسازی است که برخلاف فیلم‌های دیگر، بسیاری از قوانین سنتی و قواعد عرفی سینمایی در آن رعایت نمی‌شود و از روش‌های غیرمعمول و جدید برای گفتن داستان استفاده می‌شود.بسیاری از فیلم‌های تجربی ارتباط زیادی با هنرهای دیگر همچون نقاشی، شعر و ادبیات دارند.با وجود اینکه بعضی از فیلم‌های تجربی در تاریخ سینما با بودجه‌های بالا و کمک استودیوهای بزرگ فیلم سازی ساخته شده‌اند، اما اکثر فیلم‌های تجربی با بودجه‌های پایین و به صورت شخصی ساخته و اکران می‌شوند و تعداد عوامل نیز به نسبت دیگر فیلم‌ها در آن بسیار کم‌تر است.
بسیاری از فیلم سازان تازه‌کار معمولاً برای آثار اولیه خود رو به ساخت فیلم‌های تجربی می‌آورند. هدف از ساختن فیلم تجربی ارائه چشم‌اندازی جدید از مسائلی است که عموماً دغدغه‌های شخصی خود فیلم ساز می‌باشد و در آن فقط بحث سرگرمی سازی مطرح نیست. فیلم‌های تجربی معمولاً فروش چندان بالایی در گیشه ندارند و مخاطب آن‌ها نسبت به سایر گونه‌های سینمایی بسیار محدود است.